# Complexum patulum
Complexum patulum is een zacht koraal uit de familie Alcyoniidae. De wetenschappelijke naam van de soort werd in 1955 gepubliceerd door Tixier-Durivault. 